# Jambo (Zeitschrift)
Jambo war eine Zeitschrift des Kolonialen Jugendausschusses, die als „koloniale Monatsschrift der jungen Deutschen“ ab 1925 monatlich erschien. Die Zeitschrift enthielt Berichte aus den ehemaligen deutschen Kolonien, Abenteuergeschichten im Stil des Kolonialromans und Nachrichten aus dem Verbandsleben der deutschen kolonialen Jugendbewegung. Für die Herausgabe von Jambo erhielt der Koloniale Jugendausschuss eine Förderung der Abteilung für koloniale Angelegenheiten des Auswärtigen Amtes.
Die Zeitschrift erreichte nach eigenen Angaben im Jahr 1930 30.000 Leser, deren Zahl zumindest bis 1933 zurückging.

## Erschienene Ausgaben (unvollständig)
- Schiff ahoi (5. Jahrgang 1928, Heft 8. August)
- Auf Sprengpatrouille nach der Uganda-Bahn (5. Jahrgang 1928, Heft 9. September)
- Steppenwanderers Weihnachten (5. Jahrgang 1928, Heft 12. Dezember)
- Auf Wildschweinjagd (6. Jahrgang 1929, Heft 2. Februar)
- Goldgräbers Weihnachten (6. Jahrgang 1929, Heft 12. Dezember)
- Kamelopardalis (Südwestafrika) (7. Jahrgang 1930, Heft 5. Mai)